# ام۱۱۷
ام۱۱۷ (به انگلیسی: M117) بمب آمریکایی چند منظوره ایست که برای پرتاب از هواپیما به کار می‌رود. کاربرد آن به جنگ کره در اوائل دههٔ ۱۹۵۰ بازمی گردد. وزن اسمی آن ۷۵۰ پوند(۳۴۳ کیلوگرم) است، ولی وزن واقعی آن بسته به نوع فیوز و قطعات بیش پساری که می‌تواند به آن نصب شود حدود ۸۲۰ پوند(۳۷۳ کیلوگرم) می‌باشد. مواد منفجره به کار رفته در آن ۴۰۳ پوند(۱۸۳ کیلوگرم) می- باشد که شامل مینول ۲ یا تریتونال است. این بمب همچنین می‌تواند مجهز به دم کم پسار برای بمباران از ارتفاع متوسط و بالا گردد.

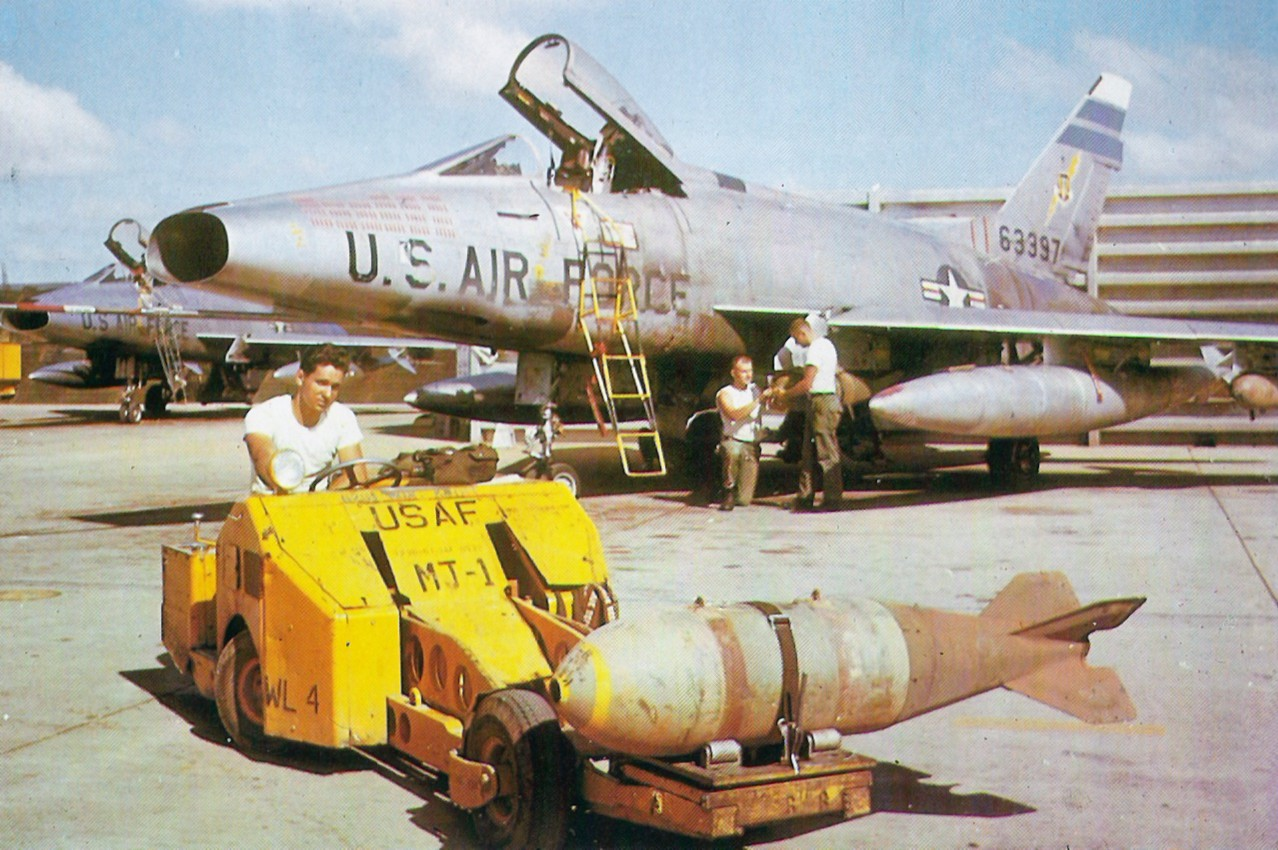
یک فروند بمب ام۱۱۷ در حال بارگذاری بر روی یک فروند جنگندهٔ اف-۱۰۰ سوپرسیبر در تویهوا، ویتنام جنوبی،اوئل سال ۱۹۶۶

## تاریخچه
در دههٔ ۱۹۵۰ تا اوائل دههٔ ۱۹۷۰ بمب ام۱۱۷ سلاح استاندارد هواپیما بود که به وسیلهٔ جنگنده‌های اف-۱۰۰ سوپرسیبر، لاکهید اف-۱۰۴ استارفایتر، ریپابلیک اف-۱۰۵ ثاندرچیف، اف-۱۱۱ و اف-۴ فانتوم ۲ حمل می‌شد.
در حال حاضر این بمب فقط به وسیلهٔ بمب افکن بی-۵۲ استراتوفورترس حمل می‌شود و هواگردهای تاکتیکی امروزه بمب‌های سری مارک-۸۰ به ویژه ام کی۸۲(۵۰۰ پوندی) یا مارک ۸۴(۲۰۰۰ پوندی) و انواع هدایت شونده آنها را به کار می‌برند.